# Gminy w kantonie Bazylea-Miasto
Gminy kantonu Bazylea-Miasto – kanton Bazylea-Miasto w Szwajcarii jest tworzony przez trzy gminy.

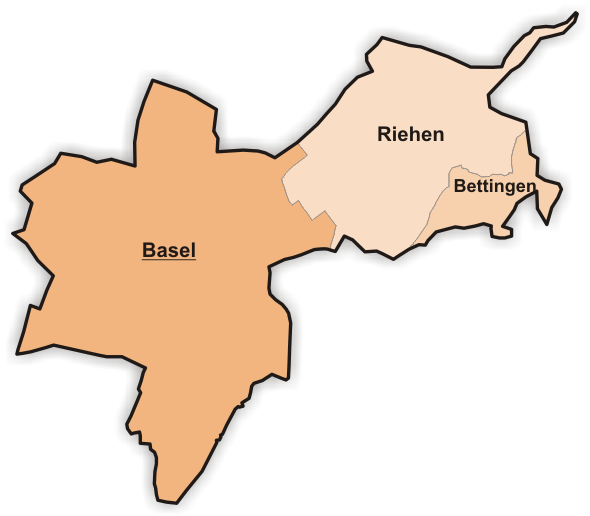
Podział w 2011

| Herb                   | Nazwa     | Ludność | Powierzchnia (km²) | Gęstość zaludnienia |
| ---------------------- | --------- | ------- | ------------------ | ------------------- |
| Bazylea                | Bazylea   | 164516  | 24                 | 6880                |
| Riehen                 | Riehen    | 20608   | 10,87              | 1896                |
| Bettingen (Szwajcaria) | Bettingen | 1183    | 2,23               | 530                 |